# Ihász Mihály
Ihász Mihály (Vaszar, 1931. szeptember 29. – Budapest, 2002. június 1.) magyar orvos, sebész, egyetemi tanár, az MTA rendes tagja

## Életútja

### Iskolái
Ihász Mihály Vaszaron született. Szülőfaluját egész életében mély szeretettel emlegette, oda rendszeresen visszajárt, adományokkal támogatta. Gyermekkorában pilótának készült; a pápai repülőtér mellett nőtt fel ugyanis és rendszeresen a pilóták körül sündörgött. Elemi iskolába szülőfalujában járt. Amikor a Pápai Református Gimnázium harmadikos tanulója lett, tantermük ablakai a kórházra néztek, s így a távolból is gyakran látta, amint fehér csuklyás sebészek serénykednek a műtőben. Akkor arra gondolt, hogy majdan ő is ilyen csuklyába szeretne öltözni. 
1951-ben érettségizett. Néhány évig kényszerű kitérőt kellett tennie, amíg 1954-ben bejuthatott a Budapesti Orvostudományi Egyetem Általános Orvostudományi Karára. Először a kórélettani intézetben lett tudományos diákkörös, majd demonstrátor, de ez a pálya nem vonzotta annyira, mert már akkor is a sebészet érdekelte. Habár hatodéves korában az urológiai klinikán dolgozó Balogh Ferenc, a későbbi pécsi és szegedi urológusprofesszor, valamint Csömör Sándor, az I. számú Szülészeti és Nőgyógyászati Klinika majdani igazgatója is arra buzdította, hogy legyen urológus, illetve nőgyógyász, hiszen e szakterületeken is lehet operálni, ellenállt a csábításoknak, s kitartott az "igazi" sebészet mellett. De mivel nem akart Pesten maradni, a veszprémi, a soproni és az egri sebészetre egyaránt pályázott. 

### Az orvosi pályán
Tanulmányai befejeztével (1960) mégis a pesti egyetem Nagy Dénes professzor vezette Sebészeti Műtéttani Intézetbe került gyakornoknak (1960–1962). 1962 és 1966 között a II. számú Sebészeti Klinika tanársegédje volt, 1964-ben sebész szakorvosi szakvizsgát tett. A II. számú Sebészeti Klinika ösztöndíjas aspiránsa (1966–1969), adjunktusa (1969–1972), majd docense (1973–1976) lett. 1977-ben nevezték ki egyetemi tanárnak, 1978-tól 1987-ig a Semmelweis Orvostudományi Egyetem Sebészeti Tanszékét, 1987-től 1996-ig pedig a III. számú Sebészeti Klinikát vezette. 1997 és 2002 között a III. számú Sebészeti Klinika egyetemi tanára. 1992-ben gasztroenterológiai szakvizsgát is szerzett. 
 1969-ben védte meg kandidátusi értekezését Adatok a vékonybél nyálkahártya sebészi vonatkozású patofiziológiai kérdéseihez címmel. Egy év múlva három hónapos tanulmányutat tett a müncheni orvosi egyetem sebészeti klinikáján, majd 1973-74-ben hét hónapot dolgozott a Washington állami orvostudományi egyetem sebészeti klinikáján C. A. Griffith professzor mellett, aki a funkcionális gyomorsebészet egyik legismertebb képviselője volt. Tanulmányúton járt a bécsi orvostudományi egyetem Gyógyszertani Intézetében is. Akadémiai doktori értekezését A peptikus fekélyek sebészi kezelése vagotomiával és annak patofiziológiai hatása az emésztőszervekre címmel írta meg, melyet 1976-ban védett meg. 1990. november 15-én Szemléletváltozás a peptikus fekélyek sebészi kezelésében címmel tartotta akadémiai székfoglalóját, ekkor lett a Magyar Tudományos Akadémia levelező tagja. 1995-ben az MTA rendes tagjává választották.

### Tudományos élet
Ihász Mihály professzor kiemelkedő szerepet töltött be a korszerű hazai sebészet megteremtésében, elsősorban a funkcionális szemlélet megvalósításában, a proximális szelektív vagotómia hazai kidolgozásában, a minimál invazív sebészet oktatásában és hazai elismertetésében is. Klinikáján 1989-ben bevezette a laparoszkópos cholecystectomiát, a pécsi egyetemi klinika munkacsoportjával két nap eltéréssel végezték el az első két hazai beavatkozást. Foglalkozott a májsebészet és az onkológiai sebészet alapvető kérdéseivel is. Tudományos közleményeinek száma 207, hazai és külföldi kongresszusokon tartott előadásainak száma 245. 
Ihász Professzor kiváló sebészeti adottságai mellett kiemelkedő oktató is volt, aki mind a medikusképzésben, mind a szakorvosképzésben négy évtizeden át hallgatók ezreit, szakorvosjelöltek százait avatta be a sebészet tudományába. Tanítványai közül hét munkatársa nyert el osztályvezető főorvosi kinevezést, két tanítványa egyetemi tanár, egyik tanszékvezető. A Semmelweis Egyetem 2001-ben, 70. születésnapján Professor emeritus cím adományozásával ismerte el több mint 40 éves egyetemi gyógyító és oktató munkásságát. 

### Egy sikeres életút váratlan vége
E gazdag életút csúcsán szívroham érte. Két nappal halála előtt még operált, alkotott és változatlan energiával egyengette tanítványainak sorsát. Utolsó éveit Vaszaron akarta leélni, ahol házat épített. A templom újjáépítésében komoly segítséget nyújtott szülőfalujának; a plébániatemplom falában választotta ki már előre végső nyughelyét is.  Az életének 71. évében elhunyt professzor hamvasztás előtti búcsúztatását 2002. június 17-én tartották a fővárosi Fiumei úti temető ravatalozójában, majd június 22-én szülőhelyén, a vaszari Szent György-templomban a római katolikus egyház szertartása szerint helyezték végső nyugalomra. Névtáblája fölé Nyáry Éva Szent Mihály arkangyal legyőzi a Sátánt című festményét helyezték el, amely az életében is az ágya felett függött, mint jelkép.
Ihász Mihály sebész professzor özvegye Jákli Erzsébet (1935–) tanárnő, aki férje halála után 1 millió Ft-ot ajánlott fel a Magyar Sebész Társaságnak, hogy annak éves kamatával egy arra érdemes, valamiben kiemelkedő munkát végző magyar sebészt jutalmazzanak. A Magyar Sebész Társaság az összeget megduplázva úgy határozott, hogy az összeg kamatát minden évben az a 35 év alatti fiatal magyar sebész kapja, akinek a Magyar Sebészet c. folyóiratban elsőszerzős közleménye jelent meg, és azt a bírálóbizottság a legjobbnak minősítette. A pénzjutalom mellé a díjazott egy emlékérmet is kap, amelynek egyik oldalán Ihász Mihály portréja, másikon pedig Az év legjobb közleménye felirat látható az évszám és a díjazott nevének feltüntetése mellett.

## Tudományos munkái, közleményei
- Adatok a vékonybél-nyálkahártya sebészi vonatkozású pathophysiologiai kérdéseihez (Bp., 1968)
- A peptikus fekélyek sebészi kezelése vagotomiával és annak pathophysiologiai hatásai az emésztőszervek működésére (Bp., 1976)
- Vagotomia (Akadémiai Kiadó, Bp., 1980)
- Daganatok sebészete (fejezet szerzője, Medicina Kiadó, 1986)
- Treatise of General Techniques (fejezet szerzője Palermo, 1989)
- Lézer a gyógyításban (Bp., 1990)
- Szemléletváltozás a peptikus fekélyek sebészi kezelésben (Bp., 1992)
- A nyombélfekély (társszerk., Bp., 1993)
- A máj gócos betegségeinek diagnosztikus problémái (szerk., többekkel, Bp., 1993)
- Twenty five years of peptic ulcer research in Hungary (fejezet szerzője Akadémiai Kiadó, 1997)
- A peptikus fekélyek korszerű sebészi kezelése (szerk. Besznyák J., társszerző, Bp., 1999)
- Hepatológia (fejezet szerzője Medicina, 2001)
- Az onkoterápia irányelvei (fejezet szerzője B+V Könyvkiadó, 2001)

## Tagságok, tisztségek
- a MOTESZ elnöke
- az MTA Doktori Tanácsának elnöke (1995–2001)
- az Országos Tudományos Kutatási Alap (OTKA) Bizottságának tagja
- az ETT-nek, az Egészségügyi Szakképzési és Továbbképzési Tanács Szakmapolitikai és Minőségbiztosítási Bizottságnak tagja
- az MTA Klinikai II. (műtéti) Tudományos Bizottságának tagja
- a Magyar Gasztroenterológiai Társaság vezetőségi tagja
- a Magyar Crohn Társaság vezetőségi tagja
- a Magyar Orvosi Laser és Optikai Egyesület vezetőségi tagja
- a Magyar Sebész Társaság és az Országos Sebészeti Kollégium tagja
- a Magyar Orvostudományi Társaságok és Egyesületek Szövetségének tagja
- a Worldwide Hungarian Medical Academy tagja
- az International College of Surgeons tagja
- az International Society for Digestive Surgery (CICD) tagja
- az International Association of Surgeons and Gastroeneterologists (IGSC) tagja
- az International Association of Hepato-pancraeto-biliary Surgery Society of American Gastrointestinal Endoscopic Surgeons (SAGES) tagja
- négy hazai és külföldi szakmai folyóirat szerkesztőbizottsági tagja
- éveken át az Acta Chirurgia Hungarica főszerkesztője

## Díjak, elismerések
- Magyar Gasztroenterológiai Társaság évi díja (1969 és 1971)
- Madzsar-díj (1982)
- Kiváló Orvos elismerés (1982)
- Akadémiai Nívódíj (a Vagotomia c. munkájáért, 1985)
- Hetényi-díj (1992)
- Markusovszky-díjat (1993)
- Balassa-díj (1994)
- Markusovszky-emlékérem (1996)
- Akadémiai Nívódíj (A máj gócos betegségeinek diagnosztikus problémái c. munkájáért, 1997)
- A Magyar Köztársasági Érdemrend középkeresztje kitüntetés (2000)

## Róla írták
- Ihász Mihály dr. (1931–2002) / Regöly-Mérei János Orvosi Hetilap 2002. 143. évf. 42. sz., p. 2403–2404.